# Viktōr Mītrou
Viktōr Mītrou, nato Viktor Mitro (in greco Βίκτωρ Μήτρου?; Valona, 24 giugno 1973), è un ex sollevatore greco di origine albanese, medagliato olimpico e mondiale, che ha gareggiato nella categoria dei pesi medi (fino a 76/77 kg) e dei pesi massimi leggeri (fino a 85 kg).
Ha partecipato a tre edizioni dei Giochi Olimpici.

## Carriera
Inizialmente rappresentò in campo internazionale il suo Paese d'origine, l'Albania, per poi diventare greco nel 1993 e cominciare a gareggiare per la squadra nazionale greca, con la cui maglia conseguì tutti i suoi risultati più importanti.
Nel 1995 Mītrou vinse la medaglia di bronzo nella categoria dei pesi medi (fino a 76 kg) ai Campionati mondiali di Guangzhou con 357,5 kg nel totale e l'anno successivo ottenne la medaglia di bronzo ai Campionati europei di Stavanger con 345 kg nel totale. Sempre nel 1996 partecipò alle Olimpiadi di Atlanta, dove terminò al 4º posto finale con 357,5 kg nel totale, stesso risultato del nordcoreano Jon Chol-ho, il quale, però, aveva un peso corporeo leggermente inferiore a quello di Mītrou e pertanto si aggiudicò la medaglia di bronzo.
Mītrou tornò su un podio internazionale nel 1999 ai Campionati mondiali di Atene, vincendo la medaglia d'argento nella nuova categoria dei pesi medi (fino a 77 kg) con 370 kg nel totale, dietro al qatariota di origine bulgara Badr Salem Nayef e davanti al bulgaro Plamen Željazkov. In questa gara i primi tre classificati ottennero tutti il risultato di 370 kg nel totale e le medaglie vennero assegnate in base al peso corporeo dei tre.
Nel 2000 Mītrou partecipò alle Olimpiadi di Sydney dove conquistò la medaglia d'argento olimpica con 367,5 kg nel totale, dietro al cinese Zhan Xugang che ottenne lo stesso risultato ma aveva anch'egli un peso corporeo leggermente inferiore a quello del greco e si aggiudicò per questo motivo la medaglia d'oro.
Mītrou continuò a gareggiare fino alle Olimpiadi di Atene 2004, dove si classificò al 5º posto con 360 kg nel totale, ma diversi anni più tardi il russo Oleg Perepečёnov, 3º classificato in quella competizione olimpica con 365 kg nel totale, venne squalificato e privato della medaglia a seguito di nuovi controlli nei quali risultò positivo al doping, e Viktōr Mītrou fu avanzato al 4º posto. Anche in questa occasione perse la medaglia per il suo maggior peso corporeo rispetto a quello del turco Reyhan Arabacıoğlu, originariamente 4º classificato con lo stesso risultato di Mītrou e poi avanzato alla medaglia di bronzo dopo la squalifica di Perepečёnov.
Nel 2008 Mītrou, ancora in attività nella categoria dei pesi massimi leggeri, fu trovato positivo ad un controllo antidoping fuori dalle competizioni, insieme ad altri dieci sollevatori greci, e venne squalificato per due anni, ponendo di fatto fine alla sua carriera di sollevatore.